# Seznam hrvaških nogometašev
Seznam hrvaških nogometašev.

## A
- Arijan Ademi
- Goran Alar
- Slavko Arneri
- Aljoša Asanović
- Slađan Ašanin

## B
- Marko Babić
- Stjepan Babić (nogometaš)
- Milan Badelj
- Boško Balaban
- Otto Barić
- Mladen Bartulović
- Vladimir Beara
- Igor Bišćan
- Saša Bjelanović
- Nenad Bjelica
- Miroslav »Ćiro« Blažević
- Zvonimir Boban
- Stjepan Bobek
- Alen Bokšić
- Vladimir Bolfek (hrv.-slov.)
- Milivoj Bračun
- Elvis Brajković
- Marcelo Brozović
- Stanko Bubalo
- Branko Bubić - Buba
- Igor Budan
- Ante Budimir
- Ivan Buljan
- Jurica Buljat
- Davmir Burić - Šolta

## C
- Snješko Cerin
- Tomislav Crnković
- Vinko''Ležeče besedilo'' Cuzzi
- Rudolf Cvek
- Zvjezdan Cvetković
- Igor Cvitanović
- Mario Cvitanović

## Č
- Ante Čačić
- Zlatko Čajkovski
- Hrvoje Čale
- Marijan Čerček
- Josip Čop

## Ć
- Vedran Ćorluka

## D
- Stjepan Deverić
- Joey Didulica
- Dino Drpić
- Tomislav Dujmović

## E
- Mate Eterović

## F
- Ivan Filipović

## G
- Drago Gabrić
- Nikica Gaćeša
- Mario Gavranović
- Šime Gržan
- Ivan Gudelj
- Joško Gvardiol

## H
- Alen Halilović
- Dino Halilović
- Bojan Hodak
- Dragan Holcer
- Ivica Horvat

## I
- Ivo Iličević
- Danijel Ivačin
- Franjo Ivanović
- Tomislav Ivić
- Tomislav Ivković

## J
- Mato Jajalo
- Robert Jarni
- Tin Jedvaj
- Nikica Jelavić
- Jurica Jeleć
- Dražen Jerković
- Mićun Jovanić
- Čedo Jovićević
- Igor Jovićević
- Mirko Jozić
- Krunoslav Jurčić
- Nikola Jurčević

## K
- Nikola Kalinić
- Fabjan Kaliterna
- Luka Kaliterna (1893-1984)
- Ivan Kelava
- Tomislav Kiš
- Ivan Klasnić
- Bruno Knežević
- Dario Knežević
- Ivan Kocjančić (1947)
- Miroslav (Mirko) Kokotović
- Marko Kovač
- Niko Kovač
- Robert Kovač
- Mateo Kovačić
- Branko Kralj - "King"
- Rudolf Kralj (1908-1997)
- Andrej Kramarić
- Niko Kranjčar
- Zlatko »Cico« Kranjčar
- Ivica Križanac
- Petar Krpan
- Damir Krznar
- Hugo - "Guci" Kudrna
- Branko Kunst - Grlica
- Josip Kuže

## L
- Srđan Lakić
- Vik Lalić
- Stjepan Lamza
- Jerko Leko
- Marin Leovac
- Luka Lipošinović
- Dominik Livaković
- Dejan Lovren

## M
- Lovro Majer
- Zoran Mamić
- Mario Mandžukić
- Luka Marić (nogometaš)
- Vlatko Marković
- Luka Menalo
- Zlatko Mešić
- Dejan Mezga
- Filip Mihaljević
- Benedik Mioč
- Ante Miše
- Marko Mlinarić
- Luka Modrić
- Miljenko Mumlek

## N
- Petar Nadoveza (1942-2023)

## O
- Romano Obilinović
- Ivica Olić
- Mislav Oršić

## P
- Manuel Pamić
- Mario Pašalić
- Dubravko Pavličić
- Željko Pavlović
- Dino Perić
- Ivan Perišić
- Saša Peršon
- Bruno Petković
- Mladen Petrić
- Stipe Pletikosa
- Stanko Poklepović
- Nikola Pokrivač
- Marin Pongračić
- Danijel Pranjić
- Boro Primorac
- Robert Prosinečki
- Draženko Prskalo
- Dado Pršo
- Rokas Pukštas (amer.-hrv.)

## R
- Ivan Rakitić
- Mladen Ramljak
- Milan Rapaić
- Ante Rebić
- Miroslav Rede
- Krasnodar Rora
- Đovani Roso
- Ante Rukavina
- Vedran Runje

## S
- Goran Sablić
- Sammir
- Gordon Schildenfeld
- Anas Sharbini
- Eduardo da Silva
- Dino Skender
- Josip Skoblar
- Petar Slišković
- Zvonimir Soldo
- Borna Sosa
- Darijo Srna
- Mario Stanić
- Ivan Strinić
- Danijel Subašić
- Luka Sučić

## Š
- Daniel Šarić
- Dario Šimić
- Josip Šimunić
- Jozo Šimunović
- Mario Šitum
- Vjekoslav Škrinjar
- Robert Špehar
- Igor Štimac
- Davor Šuker
- Boško Šutalo
- Josip Šutalo
- Ivica Šurjak

## T
- Stjepan Tomas
- Ivan Tomečak
- Vjekoslav Tomić
- Fran Tudor
- Igor Tudor
- Ivan Turina

## V
- Drago Vabec
- Šime Versaljko
- Domagoj Vida
- Goran Vlaović
- Jurica Vranješ
- Šime Vrsaljko
- Davor Vugrinec
- Bernard Vukas
- Radomir Vukčević
- Ognjen Vukojević
- Ante Vukušić

## W
- Josip Weber

## Z
- Dario Zahora
- Velimir Zajec
- Slaven Zambata
- Branko Zebec
- Oliver Zelenika

## Ž
- Miroslav Žitnjak
- Boris Živković